# Boy General
Boy General (en coreano: 소년장수, romanizado: Sonyeonjangsu, lit. 'Chico general'), también conocido como The Boy General, es una serie de televisión animada norcoreana producida por Estudios SEK. La serie, que se emitió de 1982 a 1997, tuvo un total de 50 episodios y es ambientada en Goguryeo en la era de los Tres Reinos de Corea. Un reinicio de la serie se emitió de 2015 a 2019 y también consta de 50 episodios.
La serie original también obtuvo una versión doblada en árabe, con el título «الفارس الشجاع», transliterado como «Caballero valiente».

## Sinopsis
La serie, ambientada en la era de los Tres Reinos de Corea (siglo IV-668), particularmente en el reino de Goguryeo, gira en torno a la vida de su protagonista, Seo-me, un guerrero que defiende su tierra natal contra las invasiones de fuerzas de Japón y China. La serie se divide en tres partes distintas, cada una de las cuales narra un período en la vida de Seo-me, la primera parte se centra en sus años de formación cuando era adolescente, mientras que la segunda profundiza en su carrera como general, y la parte final se centra en su vida después del matrimonio.

## Recepción
En un artículo del 5 de diciembre de 2015 escrito por Eric Talmadge, exjefe de la oficina de Pionyang para Associated Press hasta su fallecimiento en 2019, habló sobre la popularidad y el éxito abrumador en Corea del Norte de un videojuego para móviles homónimo derivado de la serie, lanzado en septiembre de ese año por un desarrollador no revelado, Talmadge y Eric Search de NK News describieron el juego como similar a Minecraft. En el artículo, Talmadge también elogió el reinicio de la serie por ser «bellamente producido y genuinamente divertido de ver», y además la describió como una versión significativamente mejorada de la serie original. Elogió la animación, el desarrollo de personajes y la narración general de la serie, y afirmó que sirvió como un «soplo de aire fresco» para los norcoreanos, quienes, según él, están cada vez más expuestos a las formas de entretenimiento chinas o surcoreanas.
En un artículo de septiembre de ese mismo año escrito por Andray Abrahamian, director de investigación en Choson Exchange, una empresa social registrada en Singapur que se centra en la política económica, negocios y formación jurídica de jóvenes norcoreanos, abordó el reinicio de la serie, comparándola con reinicios, adaptaciones y precuelas de Hollywood que intentan capitalizarse del «dinero fácil» de los juguetes, películas, dibujos animados y historietas de los años 1970 y 1980. Al mismo tiempo, caracteriza positivamente la versión como «una animación asistida por ordenadores modernos, nítida y con una historia aparentemente atractiva» y señala la popularidad de la serie, mencionado a su amigo John Power de Vice, quien también escribió un artículo sobre la serie el mes siguiente en octubre, donde durante una visita de Abrahamian al parque acuático Munsu en Pionyang se transmitió un nuevo episodio de la serie, y que según él «casi todos estaban pegados a las pantallas, e incluso si tenían que trabajar, los asistentes de las tiendas y el personal del bar también intentaban echar un vistazo. Algunos niños también dejaron de nadar y deslizarse para mirar. Realmente parecía trascender generaciones».
En un artículo de 2019, Tatiana Gabroussenko de NK News compara el estilo artístico de la serie original con el estilo del animador Robert Sahakyants y describe el estilo de animación de la serie de reinicio como más similar a las producciones de Disney, particularmente a la película animada de 1998, Mulan.
En un artículo de 2024 publicado por Zane Han de NK Insider, una plataforma de noticias en línea principalmente sobre Corea del Norte y una entidad de Human Rights Foundation, Han profundiza en los posibles efectos negativos de las series animadas en el desarrollo de los niños, específicamente en lo que respecta a agresión y violencia, citando escenas donde personas son degolladas y siendo disparadas con flechas en Boy General. Además, Han afirma que si estas mismas series se transmitieran en otros países, se considerarían inapropiadas para los niños debido a su contenido, y a su vez menciona que «al haber sido sometidos a un adoctrinamiento tan anormal desde el principio, los adultos norcoreanos no logran captar el impacto negativo». Similarmente, la organización sin ánimo de lucro People for Successful Korean Reunification (PSCORE), que busca abordar los posibles obstáculos a la reunificación de Corea, ha clasificado la serie junto con Soldados Valientes como uno de los dibujos animados que influyen una actitud de odio y exclusión hacia los países capitalistas en los niños norcoreanos, al mismo tiempo que los «adoctrinan para que crean que Corea del Norte es el mejor país del mundo».